# Hjärnstammen
Hjärnstammen (latin: truncus encephali) är den del av hjärnan som sticker ned under storhjärnan som en stjälk. Hjärnstammen reglerar icke viljestyrda funktioner såsom vår andning, vårt blodtryck, ögonblinkningar och vår hjärtrytm. Hjärnstammen utgör den huvudsakliga kommunikationsleden mellan storhjärnan, lillhjärnan, ryggmärgen och det perifera nervsystemet. 
Hjärnstammen består av tre delar: mitthjärnan, hjärnbryggan, och förlängda märgen. Ibland inkluderas även mellanhjärnan.

## Förlängda märgen
Förlängda märgen (latin: medulla oblongata) är den första strukturen ovanför ryggmärgen, alltså den nedersta delen av hjärnstammen.  Strukturen är ungefär 3,8 cm lång.
Redan vid födseln är förlängda märgen väl utvecklad. Att den fungerar är avgörande för vår överlevnad, eftersom den reglerar funktioner som vår puls och andning och ser till att de sker automatiskt och utan att vi behöver tänka på det. Skador på förlängda märgen har i de flesta fall dödlig utgång, eller leder i bästa fall till behov av livsuppehållande behandling. Förlängda märgens funktioner kan sättas ur spel till följd av alkoholförgiftning och andra typer av allvarlig intoxikation.

Genom förlängda märgen löper alla sensoriska och motoriska nervbanor som förbinder ryggmärgen med hjärnan och vice versa. De flesta av dessa nervbanor korsas i förlängda märgen. Detta är förklaringen till varför sensorisk information från kroppens högra sida processas i hjärnans vänstra hemisfär, och den vänstra hemisfären har motorisk kontroll över kroppens högra sida, och vice versa. Varför nervbanorna korsas i förlängda märgen är fortfarande ett olöst mysterium.

## Hjärnbryggan
Hjärnbryggan (latin: pons) är lokaliserad ovanför förlängda märgen och under mitthjärnan. I likhet med förlängda märgen är hjärnbryggan en genomfart för nervimpulser som färdas mellan det centrala och det perifera nervsystemet. Hjärnbryggan medverkar i regleringen av sömn och vakenhet, och bidrar liksom förlängda märgen till att vår andning fungerar som den ska. Skador på hjärnbryggan kan vara dödliga.

## Mitthjärnan
Mitthjärnan (latin: mesencephalon) är den struktur som är belägen högst upp på hjärnstammen, ovanför hjärnbryggan. Mitthjärnan innehåller sensoriska och motoriska nerver, och fungerar som en relästation för visuell och auditiv information. Inkommande nervimpulser från ögonen och öronen organiseras här för att skickas vidare till rätt områden i hjärnbarken. Mitthjärnan innehåller också de motornerver som kontrollerar våra ögonrörelser.

### Retikulära formationen
Inbäddad i mitthjärnan finns retikulära formationen, som är formad som ett finger och sträcker sig från hjärnstammen en bit upp i storhjärnan. Retikulära formationen fungerar som hjärnans "portvakt", som uppmärksammar hjärnans högre funktioner om inkommande sensorisk information från det perifera nervsystemet och antingen släpper igenom eller blockerar den.
Retikulära formationen har en avgörande betydelse för vårt medvetandetillstånd. Det är med hjälp av retikulära formationens aktivering som sensorisk information kan registreras och medvetet förnimmas. Vissa bedövningsmedel fungerar genom att tillfälligt avaktivera nervceller i retikulära formationen, så att sensorisk information som vanligtvis skulle upplevas som smärta inte registreras i hjärnans sensoriska bark.
När vi koncentrerar vår uppmärksamhet kan det ibland vara nödvändigt att sovra bort distraherande information för att kunna fokusera på annan. Detta är möjligt tack vare retikulära formationens kontroll över vilken sensorisk information som får tillträde till storhjärnan.
Vakenhet och sömn är i stor utsträckning påverkade av retikulära formationen. Elektrisk stimulering av vissa områden på retikulära formationen har i djurförsök visat sig kunna åstadkomma plötsligt insomnande hos en vaken individ, och plötsligt uppvaknande hos en sovande individ.
Skador på retikulära formationen kan resultera i permanent koma.

## Mellanhjärnan
I vissa beskrivningar av hjärnstammen inkluderas även mellanhjärnan (latin: diencephalon), som annars räknas till framhjärnan. Mellanhjärnan består av hypothalamus, thalamus och epithalamus.

### Hypothalamus
Hypothalamus är en hjärnstruktur belägen ovanför mitthjärnan, under thalamus. Trots sin ringa storlek (hypothalamus utgör cirka 0,3% av hjärnans totala vikt) är strukturen avgörande för våra grundläggande biologiska behov. Funktioner som hypothalamus medverkar till att reglera är bland andra hunger, törst, sömn, temperaturreglering, sexuellt beteende och emotionellt beteende. Genom sin kontroll över hypofysen styr hypothalamus också vårt endokrina system.

### Thalamus
Thalamus är den största strukturen i mellanhjärnan, och beskrivs ofta som hjärnans huvudväxel för inkommande information. Här sker omkopplingen av nervimpulser från våra sinnessystem så att de skickas vidare till rätt områden i hjärnbarken.

### Epithalamus
Epithalamus är belägen i den bakre delen av mellanhjärnan. Man vet idag jämförelsevis lite om epithalamus funktion. I epithalamus finns tallkottkörteln som utsöndrar hormonet melatonin, som påverkar vår dygnsrytm. Där finns också habenula, som medverkar till att reglera hunger och törst.